# Berlin Adler 2022
Questa voce raccoglie le informazioni riguardanti i Berlin Adler nelle competizioni ufficiali della stagione 2022.

## German Football League 2022

### Stagione regolare
| Berlino 22 maggio 2022, ore 16:00 1ª giornata | Berlin Rebels | 35 – 43 (0-8 14-9 15-13 6-13) referto | Berlin Adler | Mommsenstadion (1324 spett.)\| Arbitro: \| Schwarz \| |
| Arbitro:                                      | Schwarz       |                                       |              |                                                       |

| Berlino 28 maggio 2022, ore 16:00 2ª giornata | Berlin Adler | 17 – 51 (3-9 7-15 0-20 7-7) referto | Potsdam Royals | Poststadion (1970 spett.)\| Arbitro: \| Schwieger \| |
| Arbitro:                                      | Schwieger    |                                     |                |                                                      |

| Düsseldorf 4 giugno 2022, ore 15:00 3ª giornata | Düsseldorf Panther | 0 – 21 (0-0 0-14 0-0 0-7) referto | Berlin Adler | Vfl Benrath (950 spett.)\| Arbitro: \| Kopka \| |
| Arbitro:                                        | Kopka              |                                   |              |                                                 |

| Berlino 12 giugno 2022, ore 16:00 4ª giornata | Berlin Adler | 48 – 42 (7-0 21-0 14-21 6-21) referto | Dresden Monarchs | Poststadion (2140 spett.)\| Arbitro: \| Schwieger \| |
| Arbitro:                                      | Schwieger    |                                       |                  |                                                      |

| Colonia 25 giugno 2022, ore 15:02 6ª giornata | Cologne Crocodiles | 33 – 34 (21-14 0-14 6-0 6-6) referto | Berlin Adler | Sportpark Höhenberg (1215 spett.)\| Arbitro: \| Nabinger \| |
| Arbitro:                                      | Nabinger           |                                      |              |                                                             |

| Berlino 2 luglio 2022, ore 16:00 7ª giornata | Berlin Adler | 17 – 31 (10-0 7-10 0-14 0-7) referto | New Yorker Lions | Poststadion (1360 spett.)\| Arbitro: \| Schwarz \| |
| Arbitro:                                     | Schwarz      |                                      |                  |                                                    |

| Berlino 23 luglio 2022, ore 16:00 9ª giornata | Berlin Adler | 44 – 49 (0-7 14-7 14-14 16-21) referto | Berlin Rebels | Stade Napoléon (1350 spett.)\| Arbitro: \| Schwieger \| |
| Arbitro:                                      | Schwieger    |                                        |               |                                                         |

| Potsdam 13 agosto 2022, ore 16:00 11ª giornata | Potsdam Royals | 50 – 35 (15-7 22-7 13-13 0-8) referto | Berlin Adler | Luftschiffhafen (1400 spett.)\| Arbitro: \| Schwieger \| |
| Arbitro:                                       | Schwieger      |                                       |              |                                                          |

| Berlino 20 agosto 2022, ore 16:00 12ª giornata | Berlin Adler | 35 – 6 (7-0 14-0 0-6 14-0) referto | Kiel Baltic Hurricanes | Stade Napoléon (750 spett.)\| Arbitro: \| Schwarz \| |
| Arbitro:                                       | Schwarz      |                                    |                        |                                                      |

| Dresda 28 agosto 2022, ore 15:00 13ª giornata | Dresden Monarchs | 21 – 32 (7-6 0-16 8-10 6-0) referto | Berlin Adler | Radstadion Bärnsdorfer Straße (2265 spett.)\| Arbitro: \| Schwarz \| |
| Arbitro:                                      | Schwarz          |                                     |              |                                                                      |

### Playoff
| Schwäbisch Hall 10 settembre 2022, ore 16:02 Quarti di finale | Schwäbisch Hall Unicorns | 35 – 21 (6-7 22-14 7-0 0-0) referto | Berlin Adler | Optima Sportpark (1801 spett.)\| Arbitro: \| Nabinger \| |
| Arbitro:                                                      | Nabinger                 |                                     |              |                                                          |

## Statistiche di squadra
| Competizione      | %Vittorie | In casa | In casa | In casa | In casa | In casa | In casa | In trasferta | In trasferta | In trasferta | In trasferta | In trasferta | In trasferta | Totale | Totale | Totale | Totale | Totale | Totale |
| Competizione      | %Vittorie | G       | V       | N       | P       | Pf      | Ps      | G            | V            | N            | P            | Pf           | Ps           | G      | V      | N      | P      | Pf     | Ps     |
| ----------------- | --------- | ------- | ------- | ------- | ------- | ------- | ------- | ------------ | ------------ | ------------ | ------------ | ------------ | ------------ | ------ | ------ | ------ | ------ | ------ | ------ |
| Stagione regolare | .600      | 5       | 2       | 0       | 3       | 161     | 179     | 5            | 4            | 0            | 1            | 165          | 139          | 10     | 6      | 0      | 4      | 326    | 318    |
| Playoff           | .000      | 0       | 0       | 0       | 0       | 0       | 0       | 1            | 0            | 0            | 1            | 21           | 35           | 1      | 0      | 0      | 1      | 21     | 35     |
| Totale            | .545      | 5       | 2       | 0       | 3       | 161     | 179     | 6            | 4            | 0            | 2            | 186          | 174          | 11     | 6      | 0      | 5      | 347    | 353    |

## Statistiche personali

### Marcatori
| Giocatore        | Ruolo | TD rush | TD recv | TD int | TD p.ret | TD k.ret | TD oth | Xp1  | Xp2 | FG | Saf | Totale |
| ---------------- | ----- | ------- | ------- | ------ | -------- | -------- | ------ | ---- | --- | -- | --- | ------ |
| M. Zimmermann    |       | 0       | 11      | 0      | 0        | 0        | 0      | 0    | 1   | 0  | 0   | 68     |
| Cavanaugh        |       | 11      | 0       | 0      | 0        | 0        | 0      | 0    | 0   | 0  | 0   | 66     |
| Krieg            |       | 0       | 0       | 0      | 0        | 0        | 0      | 32+3 | 0   | 8  | 0   | 59     |
| Donahue          |       | 0       | 5+1     | 0      | 0        | 0        | 0      | 0    | 1   | 0  | 0   | 38     |
| Betza            |       | 4+1     | 1       | 0      | 0        | 0        | 0      | 0    | 0   | 0  | 0   | 36     |
| Khalife          |       | 2+1     | 2       | 0      | 0        | 0        | 0      | 0    | 0   | 0  | 0   | 30     |
| M. Rothenburg    |       | 0       | 3       | 0      | 0        | 0        | 0      | 0    | 1   | 0  | 0   | 20     |
| M. Bacher        |       | 0       | 2       | 0      | 0        | 0        | 0      | 0    | 0   | 0  | 0   | 12     |
| N. Prince        |       | 0       | 1       | 0      | 0        | 0        | 0      | 0    | 0   | 0  | 0   | 6      |
| Y. Rohrschneider |       | 0       | 1       | 0      | 0        | 0        | 0      | 0    | 0   | 0  | 0   | 6      |
| B. Stahnke       |       | 0       | 1       | 0      | 0        | 0        | 0      | 0    | 0   | 0  | 0   | 6      |

### Passer rating
| Giocatore     | G   | Att    | Comp  | Int  | Yds      | TD   | NFL    | NCAA   |
| ------------- | --- | ------ | ----- | ---- | -------- | ---- | ------ | ------ |
| Cavanaugh     | 9+1 | 290+18 | 199+9 | 10+1 | 2815+165 | 26+1 | 113,01 | 170,59 |
| P. Zimmermann | 2   | 28     | 15    | 0    | 153      | 1    | 81,40  | 111,26 |